# Jean Martersteck

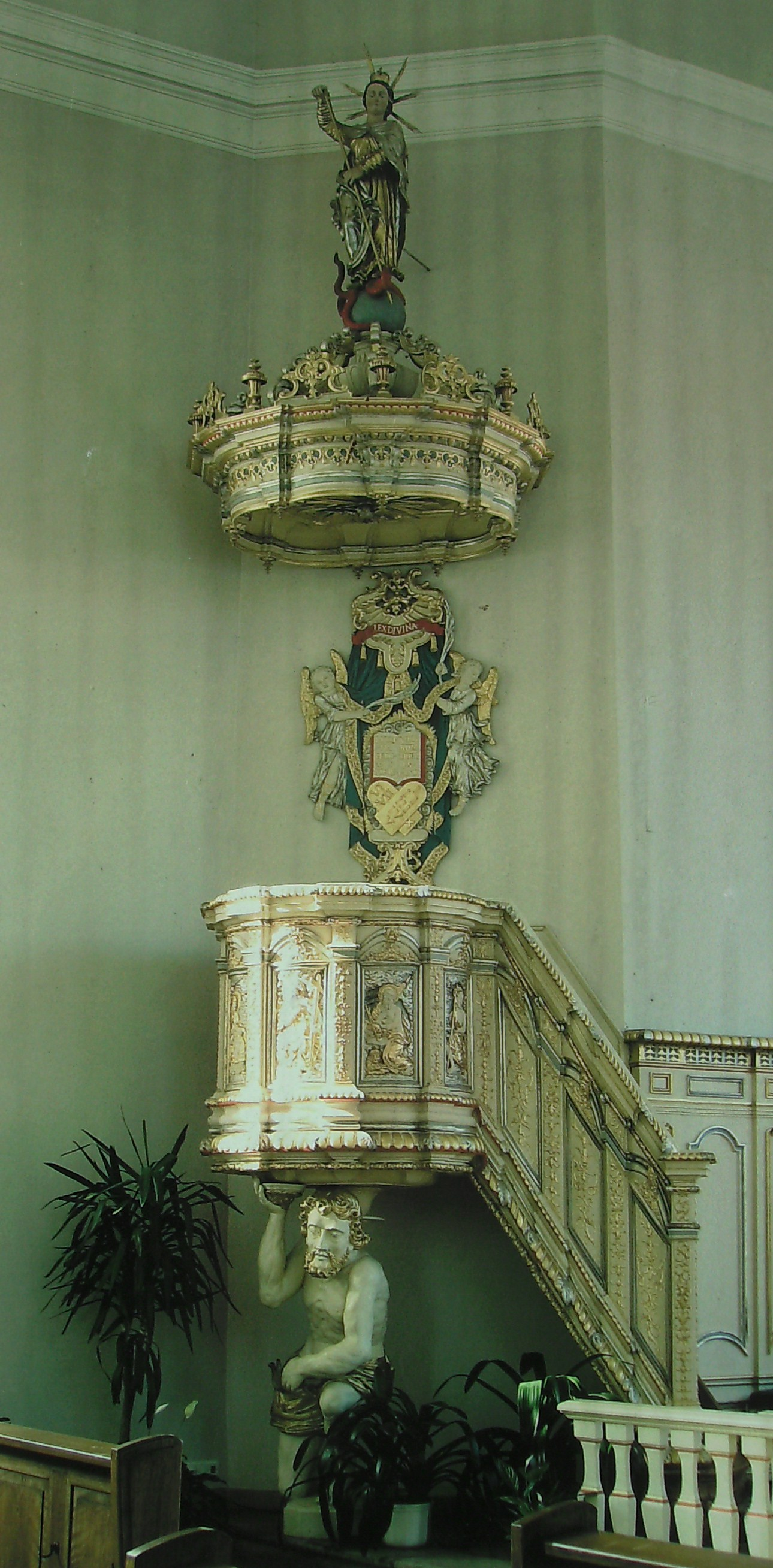
Chaire à prêcher "Samson-Kanzel" de Johann Martersteck.

Jean Martersteck (appelée aussi Johann Martersteck ou Madersteck), né le 23 mai 1691 à Bouquenom et mort en 1764 à Wœlfling-lès-Sarreguemines, est un sculpteur sur bois et menuisier artisanal de baroque et rococo qui travaille dans le pays de Bitche.

## Biographie
La famille de Jean Martersteck est naturalisée lorraine. Il est né à Bouquenom comté de Sarrewerden. Son père Jean Michel était lui aussi menuisier à Bouquenom, sa mère se nommait Reine. Martersteck est venu s'installer en 1735 à Wœlfling-lès-Sarreguemines, aux portes du Pays de Bitche, comme clerc des Jésuites de Bouquenom.

## Œuvres principales
Jean Martersteck œuvre essentiellement dans le pays de Bitche. Il travaille sur bois et sur pierre, comme peintre et doreur et a laissé de nombreux témoignages de son activité dans toute la région, en Lorraine et en Sarre.
Il réalise le retable d'Epping aujourd'hui à la chapelle Saint-Vincent-de-Paul d'Urbach à partir de 1736. Il réalise aussi le maître-autel et la chaire à prêcher des églises de Rimling et de l'église de la Sainte-Trinité de Loutzviller. Martersteck crée aussi l'autel église Saint-Christophe de Rahling, signés et datés 1745. Il travaille pour l'église paroissiale Saint-Didier de Gros-Réderching, maître-autel et l'autel latéral gauche. Il sculpte autour de 1755 l'autel-retable de la chapelle d'Olferding, disparu.
Martersteck est l'auteur des autels de l'église Saint-Marc de Siersthal, ainsi que du maître-autel de l'église paroissiale de Sarrewerden.
Son chef-œuvre réside dans les pièces qu'il fournit pour l'église de l'abbaye de Gräfinthal.